# Канони светих отаца
У Светом предању православне цркве, поред канона васељенских и помесних сабора, значајно место заузимају и канони Светих отаца. То су најчешће одломци из њихових дела, који су од Цркве прихваћени и препознати као саборни израз вере и искуства Царства Божијег. Ти канони су изричито поменути у другом правилу Трулског сабора и то овим редом: Канони св. Дионисија Александријског, св. Григорија Чудотворца, св. Петра Александријског, св. Атанасија Великог, св. Васлија Великог, св. Григорија Ниског, св. Григорија Богослова, св. Амфилохија Иконијског, Тимотеја Александијског, Теофила Александријског, св. Кирила Александријског .

## Канони светог Дионисија Александријског
Св. Дионисије Александријски је рођен 195. године. Око 247. постао је александријски архиепископ. Учествовао је у богословским споровима свога времена. Писао је доста, нарочито посланице. Под његовим именом сачувано је 4 канона.

## Канони светог Григорија Чудотворца
Свети Григорије Чудотворац је рођен око 213, у Малој Азији. Био је ученик Оригена, који га је пет година руководио у проучавању филозофије и хришћанске теологије. Учествовао је на сабору у Антиохији 264, против Павла Самостаског. Написао је Канонску посланицу, која се дели на 11 канона, мада неки сматрају да је једанаести канон додат касније из 75. канона св. Василија Великог.

## Канони светог Петра александријског
О Св. Петру Александријском се не зна много, осим да је образовању и подвигу био пример свима. Данашњих 14 канона потичу из његове Посланице о Пасхи из 306. године.

## Канони светог Атанасија Великог
Свети Атанасије Велики један је од највећих црквених отаца. Живео је у 4. веку и дао одлучујући допринос победи над аријанством. У богословском смислу, био је кључна фигура на Првом васељенском сабору и дао је одлучујући допринос формулисању вере Цркве. У каноне су уврштене његове три посланице: Амону монаху, 39. Празнична посланица из 362, и Посланица Руфинију епископу, што укупно чини три канона.

## Канони светог Василија Великог
Свети Василије Велики спада у ред највећих и најзначајнијих Отаца Цркве и једна је од Кападокијских отаца Највећи број његових канона преузет је из његових бројних Посланица, нарочито из оних упућених Св. Амфилохију Иконијском. Под његовим именом је сачувано укупно 92 канона.

## Канони светог Григорија Ниског
Свети Григорије Ниски, млађи брат Св. Василија Великог и једна је од Кападокијских отаца Живео је у 4. веку и дао огроман допринос развоју хришћанске теологије. Живо је учествовао у борби против аријанске јереси Његова Канонска посланица, упућена око 383. Литоију Мелитонском подељена је на осам канона. Ове каноне спомиње и Трулски сабор.

## Канони светог Григорија Богослова
Свети Григорије Богослов је рођен 329. године. Један је од великих Кападокијских отаца. Његов канон је заправо део једне његове богословске песме, и то из дванаесте догамтске песме: «О аутентичним књигама Богонадахнутог Писма».

## Канони светог Амфилохија Иконијског
Св. Амфилохије Иконијски је један од великих Кападоскијских отаца. Рођен је 340. у Кесарији. Написао је више дела, међу којима и песме. Из његове песме упућене Селевку, узет је и нејгов канон који се бави аутентичним књигама Светог писма.

## Канони Тимотеја Александријског
Тимотеј је био Архиепископ Александријски од 381. г. Од његвих малобројних списа сачувани су одговори на канонска питања која су му, вероватно, постављали његови клирици. У различитим рукописима је сачуван различит број његових канона, али је највероватније да их има 18.

## Канони Теофила Александријског
Теофил Александријски постао је Архиепископ Александрије 385. године. Борио се против оригенизма, али и учествовао у незаконитом свргавању Св. Јована Златоустог. Сачувано ј његових 14 канона.

## Канони светог Кирила Александријског
Св. Кирило је један од великих Отаца цркве. Архиепископ Александрије је постао 412. године. Активно је учествовао у борби против неторијанске јереси која је, његовом заслугом, побеђена на Трећем Васељенском Сабору. Иако Св. Кирило има више важних канонских списа, у збирку канона је ушло само пет.